# Lindera limprichtii
Lindera limprichtii är en lagerväxtart som beskrevs av H. Winkl.. Lindera limprichtii ingår i släktet Lindera och familjen lagerväxter. Inga underarter finns listade i Catalogue of Life.